# Krymské hory
Krymské hory (ukrajinsky Кримські гори, Kryms'ki hory; rusky Крымские горы, Krymskie gory; krymskou tatarštinou Qırım dağları) je název pohoří v jižní části Krymského poloostrova na Ukrajině. Pohoří je přibližně 160 km dlouhé a 50 km široké, táhne se od Sevastopolu a Balaklavy na západě až k Feodosii na východě. Geologicky je součástí Krymsko-Kavkazské oblasti, vyzvednuté v procesu Alpínského vrásnění. Budováno je především druhohorními a třetihorními vápenci, břidlicemi a pískovci. Nejvyšším vrcholem je Roman-koš (1545 m); nad 1500 m dosahuje také Demir-Kapu (1540 m), Zeytin-Kosh (1537 m), Kemal-Egerek (1529 m) a Eklizi-Burun (1527 m). Dalšími významnými vrcholy jsou Demerdži či Aj-Petri. Názvy většiny vrcholů jsou turkického původu. Nejvýznamnějším průsmykem je Angarský průsmyk (752 m), kterým je vedena silnice a trolejbusová trať spojující Simferopol a Jaltu.
Klima je mírně kontinentální, se středomořskými rysy: léta jsou suchá a teplá, zimy mírné a vlhké. Silnější mrazy se vyskytují zřídka. Vegetace na pozvolných, plošinovitých severních svazích je tvořena stepí a lesostepí, ve vyšších polohách přechází v listnaté lesy – dubohabřiny a posléze bučiny. Vrcholové plošiny jsou vesměs odlesněné. Jižní skalnaté svahy, strmě klesající směrem k moři, porůstají borovice lesní a černá a stromovité jalovce ztepilý a páchnoucí. V nízko položených jižních oblastech převládá submediteránní vegetace teplomilných doubrav a křovinatých šibljaků, obohacená místy o středomořské prvky, jako jsou planiky nebo některé cisty.